# Snowcone
Snowcone è un singolo realizzato dal produttore discografico canadese deadmau5, primo estratto dall'ottavo album in studio di Zimmerman W:/2016ALBUM/.

## Descrizione
Nell'aprile 2016, Zimmerman carica Snowcone sul suo account SoundCloud, che nel maggio 2016 viene cancellato. Dopo aver tentato di riprendere il controllo dell'account e aver ricevuto una scarsa assistenza clienti, l'account e tutte le sue tracce sono state rimosse dal servizio. Poco dopo, la traccia viene distribuita. Snowcone è il primo singolo di Zimmerman ad essere pubblicato indipendentemente su mau5trap, in esclusiva per il download digitale. Dopo che l'elenco delle tracce per l'ottavo album in studio di Zimmerman, W:/2016ALBUM/, viene pubblicato su Reddit, Snowcone si è rivelato esserne il primo singolo. Questo è stato seguito dall'uscita di Let Go. Il singolo ha ricevuto molta attenzione quando una clip di Kanye West che ascolta la canzone nello studio di registrazione di Pete Rock è emersa online.

## Tracce
1. Snowcone

## Classifiche
| Classifica (2006)                        | Posizione massima |
| ---------------------------------------- | ----------------- |
| Billboard Dance/Electronic Digital Songs | 40                |